# Barzavu
Barzavu är en ort i Azerbajdzjan.   Den ligger i distriktet Lerik Rayonu, i den södra delen av landet, 220 kilometer sydväst om huvudstaden Baku. Barzavu ligger 1 530 meter över havet och antalet invånare är 637.
Terrängen runt Barzavu är huvudsakligen kuperad, men västerut är den bergig. Närmaste större samhälle är Lerik, 5,3 kilometer nordväst om Barzavu. 
Omgivningarna runt Barzavu är en mosaik av jordbruksmark och naturlig växtlighet. Runt Barzavu är det ganska tätbefolkat, med 60 invånare per kvadratkilometer.